# Johan Erik Hörstadius
Johan Erik Hörstadius, född 20 oktober 1782 i Kumla socken, Närke, död 30 november 1859 i Stockholm, var en svensk präst.
Johan Erik Hörstadius var son till mantalskommissarien Jonas Hörstadius. 1803 blev han student vid Uppsala universitet, prästvigdes 1807 i Strängnäs och blev därefter pastorsadjunkt i Hardemo socken. 1808–1813 tjänstgjorde han som skolpräst vid den Lundmarkska skolan i Hardemo. På grund av den dåliga lönen började han även att arrendera kyrkoherdeboställets jordbruk och några mindre gårdar i Hardemo och Snavlunda socknar. Han framgångar med driften av jordbruken fick honom att från 1813 arrendera säteriet Hageberg i Viby socken. I samband med det lämnade han sin präst- och lärartjänst för att helt ägna sig åt gårdens skötsel. Hörstadius gjorde stora vinster med det brännvinsbränneri som fanns vid gården och kom därefter att anlägga brännvinsbrännerier med tillhörande potatisodlingar på en rad platser. Han gjorde även vinster genom försäljning av hö i samband med arrenderanden av kungsgårdar som de i Kungsör och Ribbingelund. Carl Jonas Love Almqvist karaktäriserade honom i Det går an som En präst som predikar med hö. I takt med hans ökade rikedom började han även själv köpa upp gårdar, bruk och stadsfastigheter. Särskilt uppmärksammades hans köp av Tyresö slott 1853 där han satte en torparson och tidigare elev från Hardemo socken som förvaltare. Hörstadius gjorde sig även uppmärksammad genom sin sparsamhet och sina enkla vanor. 1831 förlänades han direktörs namn, heder och värdighet och 1841 överdirektörs namn.